# Yair Minsky
Yair Nathan Minsky (1962) é um matemático americano, cujas pesquisas dizem respeito à topologia tri-dimensional, geometria diferencial, teoria dos grupos e dinâmica holomórfica. É professor na Universidade Yale.
Minsky obteve seu doutorado na Universidade de Princeton em 1989 sob a supervisão de William Paul Thurston, com a tese Harmonic Maps and Hyperbolic Geometry.
Ele obteve uma Sloan Fellowship em 1995.
Dentre seus alunos de doutorado estão Jason Behrstock, Kasra Rafi e a escritora Erica Klarreich.

## Publicações selecionadas
- com Howard Masur: "Geometry of the complex of curves I: Hyperbolicity", Inventiones mathematicae.
- com Howard Masur: "Geometry of the complex of curves II: Hierarchical structure", Geometric and Functional Analysis.
- "The classification of Kleinian surface groups, I: Models and bounds", Annals of Mathematics.
- com Jeffrey Brock, and Richard Canary: "The classification of Kleinian surface groups, II: The ending lamination conjecture", Annals of Mathematics.
- "The classification of punctured-torus groups", Annals of Mathematics.
- "On rigidity, limit sets, and end invariants of hyperbolic 3-manifolds", Journal of the American Mathematical Society.

## Citações
- “When Thurston proposed it, the virtual Haken conjecture seemed like a small question, but it hung on stubbornly, shining a spotlight on how little we knew about the field.”[5]